# Стоян Божов
Стоян (Поп)Димитров (Поп)Божов (изписване до 1945 година: Стоянъ попъ Димитровъ попъ Божовъ) е български учител, фолклорист и революционер, деец на Вътрешната македоно-одринска революционна организация.

## Биография
Роден е в 1864 година във валовищкото село Кърчово, което тогава е в Османската империя, в семейството на местния свещеник и революционер Димитър Попбожов. Начално образование получава в българското училище в град Сяр. Баща му поп Димитър след участието си в Кресненско-Разложкото въстание (1877 – 1878) бяга в Източна Румелия и се установява в село Дерелии (сега с. Богдан), Карловска околия, като свещеник. По-късно взима и семейството си.
В 1885 година Стоян Божов завършва реална гимназия в Пловдив. При избухването на Сръбско-българската война е доброволец в Ученическия легион на Българската армия, сражава се в битката при Сливница и е отличен с орден „За храброст“ IV степен.
След войната се завръща в Македония и в учебната 1885/1886 година учителства безплатно в родното си село. На следната година се установява във Валовища, където е учител до 1892 година. От 1892 до 1893 година е главен учител в Неврокоп. Като учител развива активна дейност по събирането на фолклорни и етнографски материали, които публикува в „Книжици за прочит“ и „Сборник за народни умотворения, наука и книжнина“.
През 1893-1894 година Божов се установява в София и изпълнява длъжността подначалник на отдел в Министерство на просвещението. От 1895 до 1900 година е секретар на Скопската митрополия на Българската екзархия и училищен инспектор. В Скопие Божов работи срещу появяващата се сръбска пропаганда. Влиза в конфликт с владиката Синесий, който го обвинява в злоупотреба с 300 турски лири, и в 1900 година Екзархията го мести като секретар на Сярската българска община. Според Георги Баласчев Божов, който е „способен и интелигентен“ и се ползвал с доверието на екзарх Йосиф I Български и имал голямо влияние в Скопската епархия, не бил злоупотребил с парите, а бил използвал 12 лири за подкуп, с който да се предотврати обиск в митрополията.
Божов влиза във ВМОРО и става касиер на Серския окръжен революционен комитет. В 1903 година след Солунските атентати е интерниран от властите в родното му Кърчово. При избухването на Илинденско-Преображенското въстание влиза в четата на съселянина си Илия Кърчовалията. Загива по време на въстанието заедно със седем четници от четата на Любомир Стоенчев в бой с османски войски в местността Голямата нива (Ак бунар) край Кърчово на 12 септември 1903 година.
Женен е за Цвета Божова, учителка и революционерка.